# Le Bouchot
Cet article possède un paronyme, voir Bouchot (homonymie).
Le Bouchot est un roman d'Hortense Dufour publié le 2 septembre 1982 aux éditions Grasset et ayant obtenu le Prix du Livre Inter l'année suivante.

## Résumé
La vie misérable d'une famille originaire d'Italie dans un village des Charentes dans les années 50 est racontée par Océan, future écrivaine. Le père, Juge, est parti en Tunisie abandonnant sa famille dont Teresa, son épouse, qui doit gérer enfants et grands-parents. Le Juge oublie parfois d'envoyer les mandats promis. Il semble préférer sa Bugatti, objet de toute son attention, à sa famille.
L'auteur, elle-même originaire de Marennes, décrit sans complaisance sa région natale où la mesquinerie, la cupidité et la méchanceté de certains sont heureusement compensées par la charité et l'amitié d'autres.

## Éditions
- Le Bouchot, éditions Grasset, 1982  (ISBN 2-246-24491-9)